# Idempotencia
A matematikában az idempotencia a kétváltozós matematikai műveletek egy tulajdonsága. Idempotensnek nevezzük egy algebrai struktúra valamely elemét a struktúra egy adott kétváltozós műveletére nézve, ha azokban az esetekben, amikor a művelet mindkét operandusa megegyezik az adott elemmel, akkor a művelet eredménye is megegyezik az operandusokkal, azaz a megadott elemmel. Idempotens műveletről beszélünk, ha az adott műveletre nézve a struktúra minden eleme idempotens.
Gyűrűk esetén az idempotenciát mindig a gyűrű szorzás műveletére nézve vizsgáljuk.

## Definíció
Legyen {\displaystyle (A;\cdot )} tetszőleges grupoid. Ha valamely {\displaystyle a\in A} elemre teljesül, hogy {\displaystyle a\cdot a=a}, akkor azt mondjuk, hogy az {\displaystyle a\in A} idempotens elem az {\displaystyle (A;\cdot )} grupoidban. Ha minden {\displaystyle a\in A} elemre teljesül, hogy {\displaystyle a\cdot a=a}, akkor azt mondjuk, hogy a {\displaystyle \cdot } művelet idempotens az {\displaystyle (A;\cdot )} grupoidban.

## Tulajdonságok
- Gyűrű minden olyan idempotens eleme, amely nem nulla és nem egység, zérusosztó.
- Bármely {\displaystyle (A;\cdot )} félcsoport tetszőleges {\displaystyle a\in A} idempotens elemére akkor és csak akkor teljesül a bal oldali egyszerűsítési szabály, ha {\displaystyle a} balegységelem.

## Példák
- Az egyesítés és metszetképzés bármely, halmazokból álló alaphalmazon értelmezve idempotens.
- Tetszőleges háló metszet és egyesítés műveletei is idempotensek

## Idempotens leképezések
Ha a definícióban szereplő {\displaystyle (A;\cdot )} grupoid egy tetszőleges {\displaystyle H} halmaz leképezéseiből áll (a művelet pedig a leképezések szokásos kompozíciója), akkor {\displaystyle A} elemeit idempotens leképezésnek nevezzük. Egy {\displaystyle f\in A} (azaz {\displaystyle f:H\rightarrow H}) leképezés tehát akkor idempotens, ha {\displaystyle f(f(x))=f(x)} minden {\displaystyle x\in H}-ra. Triviális példa az idempotens leképezésre minden konstans függvény, valamint a minden elemet helyben hagyó identitásfüggvény is, de közismert idempotens leképezés a komplex vagy valós számokon értelmezett abszolútérték-függvény is.

## Informatikai jelentése
Az informatikában gyakran idempotensnek nevezünk egy műveletet, ha ugyanazt az eredményt adja egyszer, illetve többször alkalmazva. Ilyen például a HTTP Get kérés (a Post-tal szemben).